# Герб Карагинского района
Герб Карагинского района Камчатского края

## Описание герба
«В червленом (красном) поле на лазоревой (синей, голубой) оконечности, обремененной серебряным лососём — медведица и между её передними лапами — медвежонок, оба золотые, с черными глазами, стоящие настороже».

## Обоснование символики
Герб языком символов и аллегорий отражает природные и экономические особенности Карагинского района.
Территория района расположена вдоль восточного побережья Камчатки и основным занятием местного населения является рыболовство — о чем в гербе говорит голубая оконечность и изображение рыбы.
Уникальная природа Дальнего Востока аллегорически отображена медведицей с медвежонком.
Золотой цвет — символ богатства, стабильности, уважения дополняет символику герба, подчеркивая неповторимость природы Камчатского края.
Красный цвет — символ труда, силы, мужества символизирует лучшие качества местных жителей живущих в сложных природных условиях.
Серебро — символ чистоты, совершенства, мира и взаимопонимания.
Голубой цвет — символ чести, благородства, духовности, возвышенных устремлений, бескрайних морских просторов.

Герб Карагинского муниципального района в соответствии с Методическими рекомендациями по разработке и использованию официальных символов муниципальных образований (Раздел 2, Глава VIII, п.п. 45-46), утверждёнными геральдическим Советом при Президенте Российской Федерации 28 июня 2006 года может воспроизводиться со статусной короной установленного образца.
Авторы герба района:
идея герба: Константин Моченов (Химки); художник и компьютерный дизайн: Оксана Фефелова (Балашиха); обоснование символики: Кирилл Переходенко (Конаково).
Герб утвержден решением Думы Карагинского муниципального района № 33 от 24 ноября 2008 года и внесен в Государственный геральдический регистр Российской Федерации — № 4519.